# Kate Cory

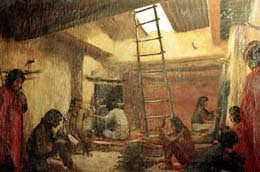
Kate T. Cory, Inside the Kiva, óleo, 1905-1912, Sociedad Histórica de Waukegan

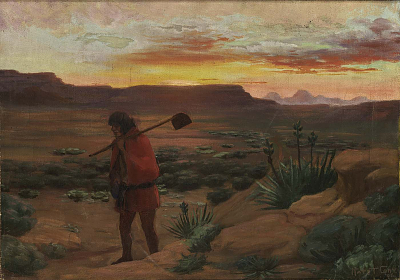
Kate T. Cory, indio con Hoe, 1906, Museo Smithsonian de Arte Americano

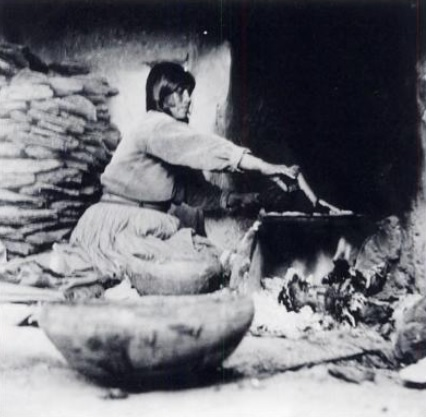
Kate T. Cory, creación de Piki, fotografía, 1905–1912, Museo del Norte de Arizona, Flagstaff. La imagen es representativa de la naturaleza personal de la composición: tomada desde el nivel del suelo, capturando luces y sombras y enfocada en la vida cotidiana.

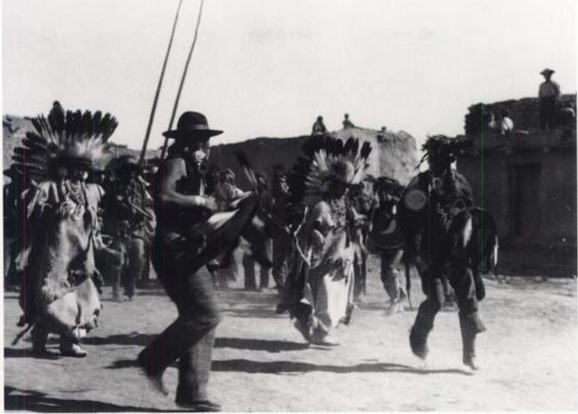
Kate T Cory, fotografía sin título de la danza comanche, 1905-1912

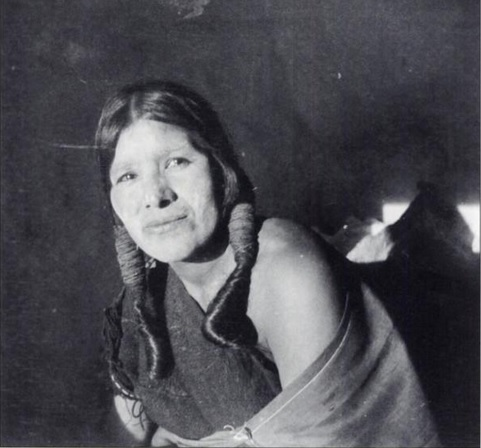
Kate T. Cory, joven casada con polen de maíz y trenzas, 1905-1912, Museo del Norte de Arizona, Flagstaff

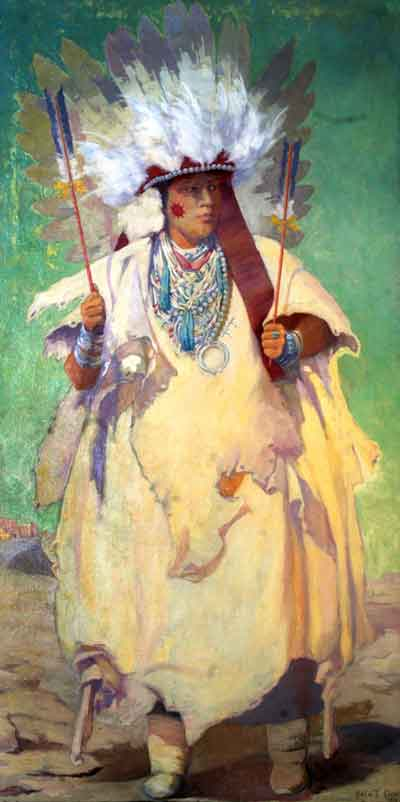
Kate T.Cory, Buffalo Dancer, óleo, 1919, Smoki Museum, Prescott, Arizona

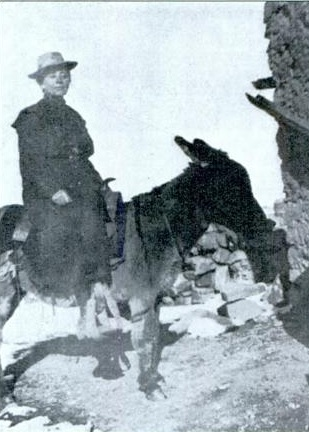
Kate Cory, en una aldea Hopi, c. 1905–1912

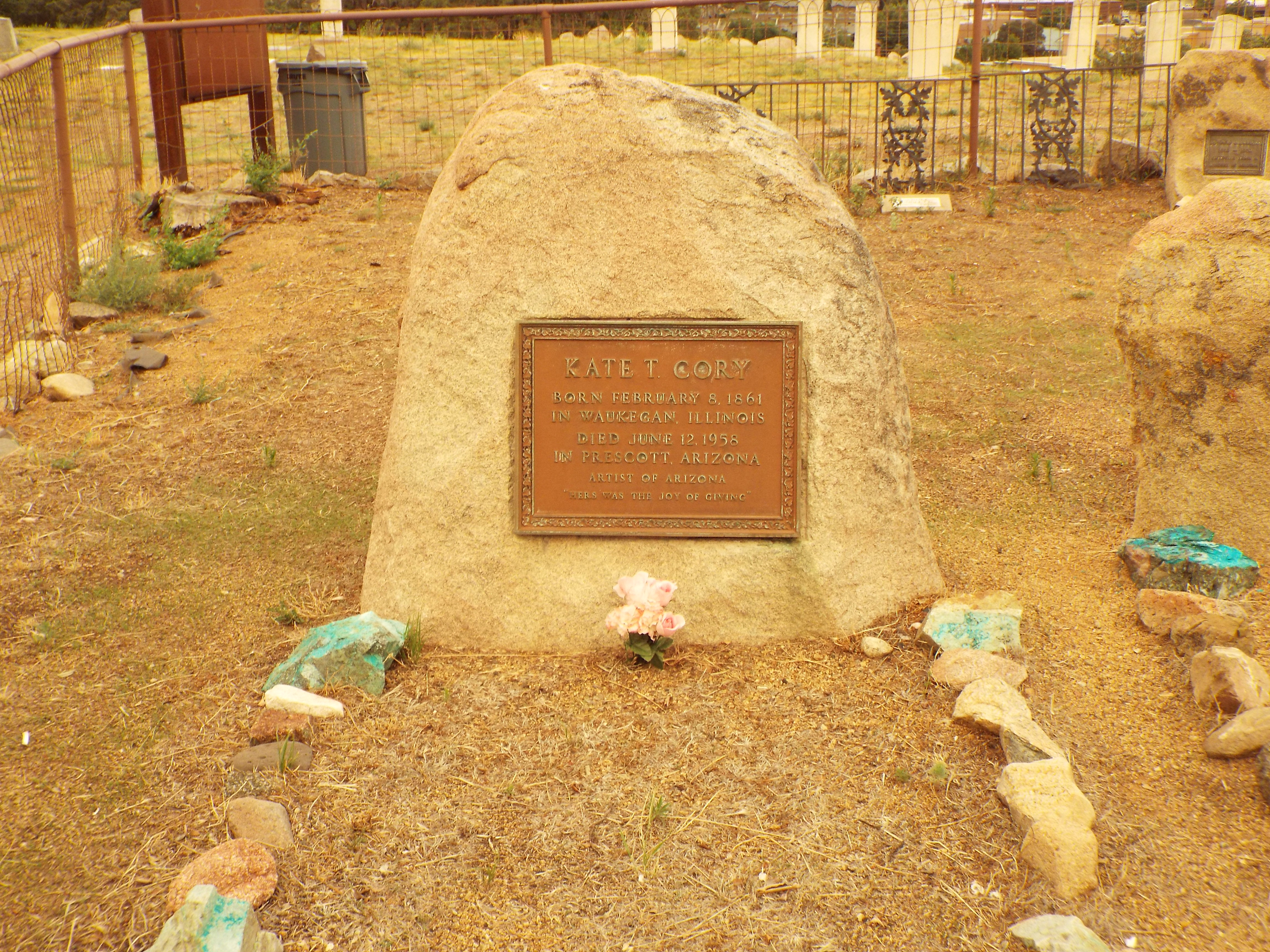
Tumba de Kate T. Cory

Kate Cory (Waukegan, 8 de febrero de 1861 - Prescott, 12 de junio de 1958) fue una fotógrafa y artista estadounidense. Estudió arte en Nueva York y luego trabajó como artista comercial. Viajó al suroeste de los Estados Unidos en 1905 y vivió entre los Hopi durante varios años, registrando sus vidas en unas 600 fotografías.

## Biografía
Kate Thompson Cory nació en Waukegan, Illinois el 8 de febrero de 1861. Sus padres fueron James Young Cory (1828-1901), nacido en Canadá, y Eliza P. Kellogg Cory (1829-1903), nacida en Maine. También tuvieron un hijo, llamado James Stewart Cory.  Abolicionista, su padre estaba involucrado en el Ferrocarril Subterráneo. Su casa estaba equipada con una habitación secreta en el sótano de la casa. Desde allí, sus sirvientes negros libres llevaban esclavos fugitivos a los barcos que esperaban en el puerto de Waukegan, dando la impresión de que estaban haciendo negocios para James Cory. Durante la Guerra Civil, el exitoso editor del periódico a menudo manejaba él solo la Gaceta de Waukegan después de que sus empleados se habían ido a la guerra y lo instaban a permanecer en Waukegan. Los Corys se mudaron a Newark, Nueva Jersey en 1880 y su padre, James Cory, administraba sus intereses en Wall Street en la ciudad de Nueva York.
Kate Cory estaba relacionada con Fanny Cory, ilustradora del cómic Little Miss Muffet.

## Carrera profesional

### Nueva York
Cory estudió pintura al óleo y fotografía en Cooper Union y Art Students League de Nueva York Fue instructora en Cooper Union.
Cory fue fotógrafa, pintora, muralista y escultora estadounidense. Se ganó la vida como artista comercial, contribuyó con dibujos a la revista Recreation y participó en el Pen and Brush Club de Nueva York.
A partir de 1895, Cory se asoció con el alfarero Charles Volkmar para crear placas, tazas y platos pintados a mano de personajes históricos, como William Penn y Alexander Hamilton. Los diseños incluían edificios como la sede de George Washington. Las obras fueron pintadas de azul, principalmente por Cory. Su tienda, Volkmar and Cory Pottery, estaba ubicada en Corona en Queens, Nueva York. En 1903 Volkmar abrió un negocio de alfarería en Metuchen, Nueva Jersey llamado Charles Volkmar & Son.

### Aldeas Hopi 1905-1912
En el Pen and Brush Club, Cory conoció al artista Louis Akin, que acababa de regresar del suroeste. Había realizado pinturas de los indios Hopi para promover el turismo a lo largo de la ruta del ferrocarril de Santa Fe. Ernest Seton había despertado su interés en el oeste de los Estados Unidos y cuando Akin le contó sus planes de comenzar una colonia de artistas en el norte de Arizona en 1905, Cory reservó un pasaje en un tren a Canyon Diablo, Arizona, y luego viajó al norte 65 millas a través del desierto hasta la meseta alta de la reserva Hopi.
Tenía la intención de visitar las mesas Hopi donde Akin tenía la intención de establecer una colonia de artistas durante un par de meses de una gira por el oeste de los Estados Unidos. Cuando se bajó del tren se dio cuenta de que era la única artista en la colonia. Excepto por ciertos períodos en Canadá y California (1909), de 1905 a 1912 Cory vivió entre los Hopi en Oraibi y Walpi. En Oraibi vivía en la cima de un pueblo Hopi, en un espacio que le alquilaba un amigo Hopi, al que accedía a través de escalones de piedra y escaleras. Ella fue la única mujer que se introdujo en la vida secreta y las prácticas de los hopis. Cory aprendió el idioma Hopi, escribió sobre la gramática Hopi y medió en una disputa.
Mientras estuvo allí, pintó el paisaje y la gente Hopi. También tomó alrededor de 600 fotografías, registrando prácticamente todos los aspectos de la vida Hopi, tanto sociales como sagrados. Realizó retratos posados, fotografías de ceremonias e imágenes de individuos, "que sugieren una relación cálida y espontánea". Sus imágenes mostraban una forma de vida tradicional hopi en el momento de tener que considerar si asimilarse o adaptarse a la América blanca moderna. Cory dejó las aldeas Hopi en 1912 y sus puntos de vista sobre la vida cambiaron como resultado de sus relaciones con la gente Hopi, incluso evitando el consumismo moderno.
Ella no fue la primera en fotografiar a los Hopi; sin embargo, debido a su contacto íntimo con la cultura, pudo capturar una vista más personal que los fotógrafos anteriores. No vendió sus fotografías, pero las usaría como ilustraciones para sus ensayos, como Life and Its Living in Hopiland - The Hopi Women, que se publicó en una revista en 1909.  El mismo año recibió una Mención de Honor por una pintura exhibida en la Exposición Alaska-Yukon-Pacific en Seattle. En 1915, la Institución Smithsonian compró 25 de las pinturas que hizo Cory durante el tiempo que vivió con los Hopis.

### Prescott
Se mudó a Prescott, Arizona en 1913 y vivió en una casa de piedra construida y amueblada por trabajadores Hopi. Cory exhibió una pintura, Arizona Desértica (Desierto de Arizona), en el Armory Show de 1913, que se vendió por $ 150, y recibió una mención de honor en el show.
Debido a la disminución de la asistencia al Rodeo de Prescott, Cory ayudó a un grupo de hombres locales que se llamaban a sí mismos "Smoki" (pronunciado Smoukai) con información sobre las ceremonias Hopi que realizaban. Cuando el Smoki creció lo suficiente como para necesitar una instalación permanente y un museo, Cory ayudó con el diseño y la decoración de los edificios. También pintó sus cuadros más grandes para exhibirlos en el Museo Smoki, donde aún se encuentran colgados.
En su sincera intención de evitar vivir una vida derrochadora, se hizo conocida en Prescott por ser excéntrica. Los miembros de la iglesia se ofrecieron a reemplazar su ropa rota y andrajosa. Ella era frugal, pero regaló dos cabañas que tenía a los inquilinos. Quitó los escombros del agua de lluvia y los usó para revelar fotografías. En lugar de vender sus pinturas, las intercambiaba.  Se la describía  como de "rostro sencillo, curtido por la intemperie, cabello recogido, una caminata decidida vestida de negro con un bastón, como si cada viaje al centro tuviera como objetivo confrontar al alcalde".
Sus pinturas están en las colecciones del Museo Smithsoniano de Arte Americano, el Sharlot Hall Museum y el Smoki Museum of American Indian Art and Culture en Prescott. Su trabajo también es propiedad de la Primera Iglesia Congregacionalista, de la que Cory era miembro. 

## Muerte
Murió en Prescott el 12 de junio de 1958 en la Casa de los Pioneros de Arizona y fue enterrada en el Cementerio de la Casa de los Pioneros cerca de su amiga Sharlot Hall. La inscripción en su tumba la nombra "Artista de Arizona" debajo de la cual es: "Hers Was The Joy of Giving".

## Legado
Los negativos de las fotografías que Cory tomó entre 1905 y 1912 se encontraron en la década de 1980 en una caja de cartón junto con otros materiales donados al Museo Smoki. Sin saber cómo conservar los negativos, el museo se los entregó al Museo del Norte de Arizona, que estaba mejor equipado para mantener y preservar las imágenes. Marc Gaede, director de fotografía del museo, Marnie Gaede y Barton Wright crearon el libro The Hopi Photographs: Kate Cory: 1905-1912 basado en algunas de las imágenes encontradas, algunas de las cuales son escenas ceremoniales. Debido a la preocupación de los hopis sobre los derechos de su propiedad cultural, el museo no publicará muchas imágenes y están disponibles en un archivo restringido para que los investigadores las vean.
El Museo Smoki en Prescott, Arizona, tiene la colección más grande de obras de arte de Cory en exhibición.
Sus documentos están en el Sharlot Hall Museum.

## Obras

### Libros
- Kate Cory; Una leyenda de Thumb Butte.[16]
- Kate Cory; Marc Gaede, Marnie Gaede, Barton Wright. Las fotografías Hopi: Kate Cory, 1905-1912 . Prensa de la Universidad de Nuevo México; 1986.ISBN 978-0-8263-1058-3 .

### Pinturas
- A Study of Kachinas for Children, watercolor, Smoki Museum, Prescott, Arizona
- Blonde Woman, oil, c. 1935, Sharlot Hall Museum, Prescott, Arizona
- Bouquet of Two Red Poppies, watercolor, c. 1935, Sharlot Hall Museum, Prescott, Arizona
- Brown Haired Woman, oil, 1935, Sharlot Hall Museum, Prescott, Arizona
- Butterfly Maiden, oil, Smoki Museum, Prescott, Arizona
- Buffalo Dancer, oil, 1919, Smoki Museum, Prescott, Arizona
- Colorado River, oil, 1929, Sharlot Hall Museum, Prescott, Arizona
- Desert Valley Landscape, oil, c. 1935, Sharlot Hall Museum, Prescott, Arizona
- Eliza P. Cory (artists' mother), watercolor, Smoki Museum, Prescott, Arizona
- Feather Ceremony at Sunrise, oil, c. 1950, Prescott Public Library, Arizona
- Five Indian Women with Baskets and Cooking Fire, oil, c. 1935, Sharlot Hall Museum, Prescott, Arizona
- Hopi Butterfly, oil, Smoki Museum, Prescott, Arizona
- Hopi Butterfly (2), oil, Smoki Museum, Prescott, Arizona
- Hopi Girl, oil, c. 1935, Sharlot Hall Museum, Prescott, Arizona
- Hopi Indian Maiden, oil, private collection
- Indian Maiden, oil, before 1916, Atchison, Topeka and Santa Fe Railway, Chicago, Illinois
- Indian with Hoe, oil, 1906, Smithsonian American Art Museum
- Inside the Kiva, oil, 1905–1912, Waukegan Historical Society, Illinois
- Local Wild Flowers, Granite Mountains in the background, oil, 1937, Federal Art Project, Sharlot Hall Museum, Prescott, Arizona
- Local Wild Flowers with rocky hills in the distance, oil, 1937, Federal Art Project, Sharlot Hall Museum, Prescott, Arizona
- Man, Full Length, oil, Smithsonian American Art Museum
- Mana with Ceremonial Robe (Portrait of Hopi Indian Woman), oil, 1909, Waukegan Historical Society, Illinois
- Mata Dexter (portrait), oil, Smoki Museum, Prescott, Arizona
- Mesa with Indian Village in Distance, oil, Smithsonian American Art Museum
- Migration of the Hopi Tribe in the Early 20th Century, oil, 1939, First Congregational Church, Prescott, Arizona (on permanent loan to the Smoki Museum)
- Moonlight Frolic, oil, before 1914, Atchison, Topeka and Santa Fe Railway, Chicago, Illinois
- Mother and Child, oil, Smithsonian American Art Museum
- Mountain Landscape, oil, 1937, Sharlot Hall Museum, Prescott, Arizona
- Native American Carding Wool, oil, Prescott Public Library, Arizona
- Navajo Brush Shelter, oil, c. 1930, Sharlot Hall Museum, Prescott, Arizona
- Old Man, oil, c. 1935, Sharlot Hall Museum, Prescott, Arizona
- Prescott, Arizona, oil, private collection
- Pueblo of Walpi, oil, before 1916, Atchison, Topeka and Santa Fe Railway, Chicago, Illinois
- Return of the Kachinas, oil, Smoki Museum, Prescott, Arizona
- Sun Ceremony, oil, Smithsonian American Art Museum
- Sunset or Sunrise over Mountain Valley, oil on Masonite, c. 1935, Sharlot Hall Museum, Prescott, Arizona
- TAWEA, oil, c. 1935, Sharlot Hall Museum, Prescott, Arizona
- The Baker, oil, Smoki Museum, Prescott, Arizona
- The Kachina, oil, Smithsonian American Art Museum
- The Migration, oil, Smoki Museum, Prescott, Arizona
- The Snake Myth, oil, Smoki Museum, Prescott, Arizona
- The Weaver, oil, 1900–1905, Waukegan Historical Society, Illinois
- Thumb Butte, oil (15.5x18), Private Collection, Prescott, Arizona
- US Army Biplane Flying across the Hills, oil, c. 1935, Sharlot Hall Museum, Prescott, Arizona
- Woman Nursing a Baby, oil, c. 1935, Sharlot Hall Museum, Prescott, Arizona
- Wu Wu Ceremony, oil, Smoki Museum, Prescott, Arizona

### Fotografías
Algunas de las fotografías tomadas de los Hopi entre 1905 y 1912:
- Corn crop covers the roof (La cosecha de maíz cubre el techo)
- Hopi maiden (Doncella hopi)
- Hopi man (Hombre hopi)
- Hopi school girls in cauldron (Niñas de la escuela Hopi en caldero)
- Hopi spinner (Hilandero Hopi)
- Hopi water carrier (Portador de agua hopi)
- Hopi weaver (Tejedor hopi)
- Hopi woman in traditional dress (Mujer hopi en traje tradicional)
- Landlady putting bread in oven (Casera poniendo el pan en el horno)
- Navajo woman at New Oraibi (Mujer Navajo en New Oraibi)
- Old Oraibi
- Piki making (Hacer Piki)
- Pottery firing (Cocción de cerámica)
- Young hopi woman having her hair dressed (Joven mujer Hopi con su cabello vestido)
- Young married woman with corn pollen and braid (Joven casada con polen de maíz y trenza)